# Anopheles barbumbrosus
Anopheles barbumbrosus este o specie de țânțari din genul Anopheles, descrisă de Hugh Edwin Strickland și Chowdhury în anul 1927. Conform Catalogue of Life specia Anopheles barbumbrosus nu are subspecii cunoscute.